# الكوكب الأخضر (دبي)
الكوكب الأخضر هو حديقة حيوان على شكل قبة بيولوجية بالإضافة إلى حديقة خارجية في منطقة سيتي ووك، دبي، بدولة الإمارات العربية المتحدة. تضم أكثر من 3000 نبات وحيوان في غابة استوائية مطيرة اصطناعية، بما في ذلك الطيور والزواحف والأسماك. وهي محفوظة في بيئات مفتوحة، ولكن لا يسمح بلمسها.
اُفتُتح النظام البيئي الداخلي للكوكب الأخضر في 2016، بنحو 3000 نبات وحيوان. والذي بنته شركة مِراس كعامل جذب.
صُممت القبة البيولوجية على شكل مكعب وقد شُيدت ضمن التوسع في منطقة سيتي ووك على طريق الوصل، على مساحة قدرها 60 ألف قدم مربع وينقسم المظهر الخارجي للمبنى إلى جزأين قُطرياً؛ جزء أسطواني بزجاج، والآخر مغطى بفتحات دائرية صغيرة.
توجد شجرة بجذع اصطناعي طولها 82 ق (25 م) في وسط القبة البيولوجية. يتصل جسر صغير بالشجرة التي يمكنها استيعاب ما يصل إلى أربعة أشخاص فقط في المرة الواحدة وهناك أيضاً شلال اصطناعي. يلج الزوار للطابق الرابع عن طريق المصعد ويسيرون عبر منحدر حلزوني. بالإضافة إلى ذلك، يوجد مصعد وسلالم للوصول إلى الحيوانات في القبو. تُعرض الزواحف في كل مستوى، مصحوبة بمعلومات عنها.
تشمل الحيوانات المعروضة حيوانات الكسلان والثعالب الطائرة وخفافيش سيبا [الإنجليزية] وثعابين الأناكوندا والزباديات السوداء. كمايمكن رؤية أسماك البيرانا المفترسة وهي تفترس حيواناً آخر بإشراف مختصين وبإمكان الزوار التخييم ليلاً في الكوكب الأخضر.

## معرض الصور

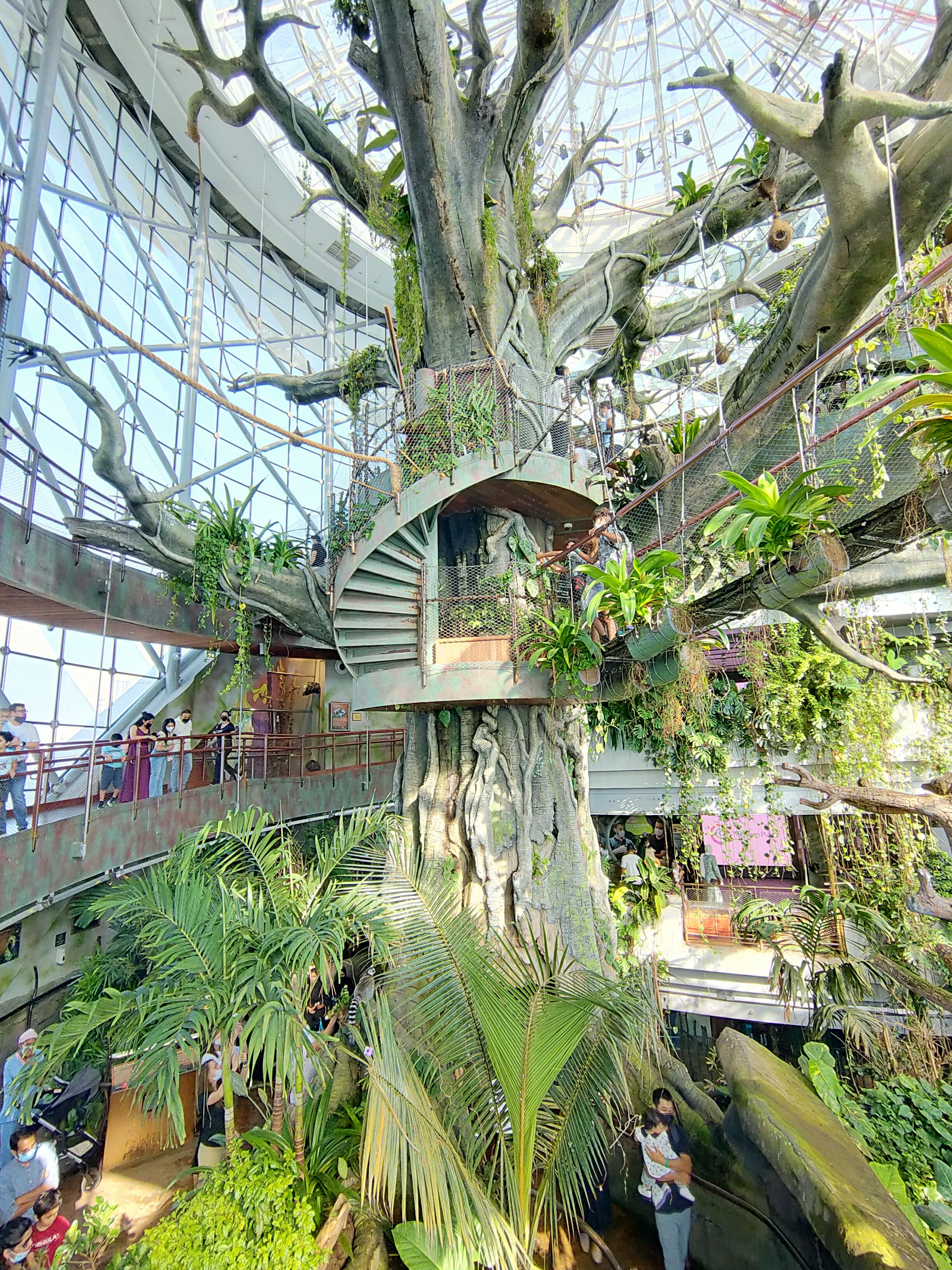
الشجرة الاصطناعية والجسر
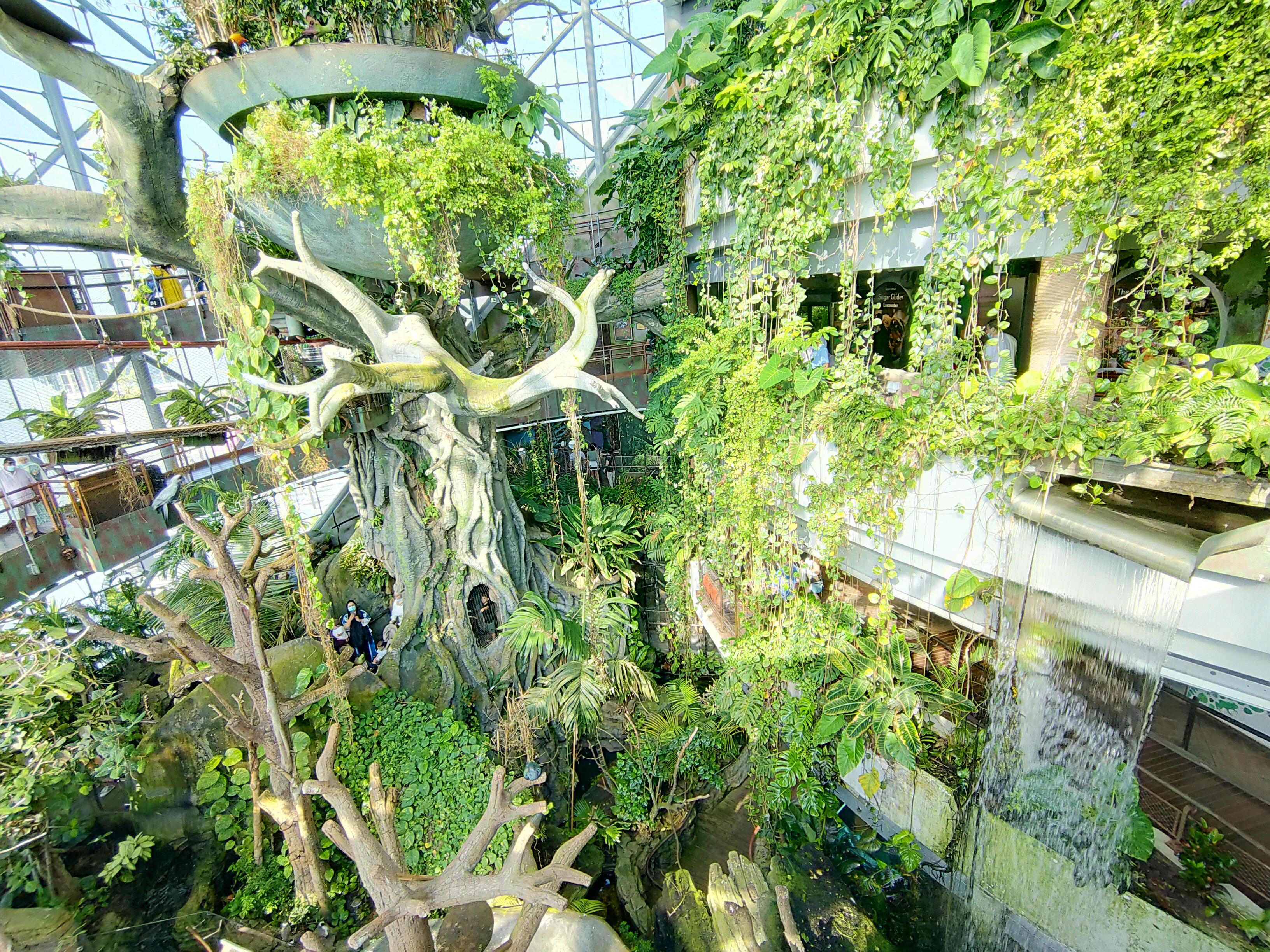
الشجرة والشلال الاصطناعي

## وصلات خارجية
- الموقع الرسمي
- "The Green Planet Dubai" – Indoor Rainforest Review video on يوتيوب
- The Green Planet: Transport yourself to a world of nature and wonder video from الخليج تايمز